# Mascarimirì
I Mascarimirì sono un gruppo musicale italiano composto da 5 elementi, provenienti dalla città di Muro Leccese (Puglia).

## Storia
Nascono nell'autunno del 1997, grazie a Claudio "Cavallo" Giagnotti e al fratello Cosimo, entrambi di origini rom, i quali decidono di lasciare il loro precedente gruppo Terra de Menzu, che agli inizi degli anni novanta ha contribuito all'affermazione ed alla crescita della musica salentina. Pubblicano subito, nello stesso anno, il loro primo cd musicale dal titolo omonimo del gruppo. Tra il 1999 ed il 2003 il gruppo si amplia, introducendo nuovi elementi al suo interno: Vito Giannone, al mandolino e Beppe Branca al basso, il quale poi sarà sostituito a favore di Alessio Amato.
Al loro attivo hanno ben 13 album, di cui 6 in studio e 16 compilation. Il loro successo si è spinto oltre l'Italia: Australia, Tunisia, Francia, Spagna, Svizzera, Belgio e Germania sono state le loro principali mete che hanno contribuito al loro successo. Hanno partecipato inoltre ad alcuni dei più importanti festival internazionali della musica tra cui il Festa della musica (Francia), la Notte della taranta (Melpignano), Il Festival a Villa Ada (Roma) e alla Biennale di Musica di Venezia. Vantano inoltre numerose collaborazioni con importanti artisti del panorama internazionale del genere folk e non, tra questi sono da annoverare: Joe Zawinul, Les Négresses Vertes, Massilia Sound System, Nux Vomica, Zezi, Eugenio Bennato, Marcello Colasurdo, Daniele Sepe, Luigi Cinque, Mauro Pagani, Ludovico Einaudi, Sud Sound System e Uccio Aloisi.
Con l'ultimo lavoro discografico, intitolato Tam, i Mascarimirì, per la prima volta, trattano i testi dei nuovi brani in maniera diversa e "fondamentale" per questo lavoro. Sentendo il desiderio di parlare e comunicare attraverso la  parola tradizionale. Fondamentale per questo nuovo progetto, infatti, è il lavoro   portato avanti con Giovanni Epifani, un paroliere salentino autenticamente tradizionale.

## Album "Tam!" e il singolo "Ballu"
Tam! è stato anticipato nell'estate 2013 dal brano “Ballu” che parla della confusione che oggi esiste sui termini che identificano la musica Salentina. Ad esempio la parola Taranta è una parola inventata, non esiste come termine musicale, mentre la musica da ballo in Salento si chiama Pizzica Pizzica e lo strumento principale usato è un tamburo a cornice che in dialetto salentino si chiama Tamburreddhu.

## Membri attuali
- Claudio “Cavallo” Giagnotti - Direzione artistica, voce, tamburreddhu,(Tamburo a cornice Salentino), Fiati etnici,
- Gabriele Martino - voce, mandolino elettrico
- Alessandro Schito "Scarpina"voce, tamburreddhu (Tamburo a cornice Salentino)
- Matteo Tornesello - Chitarra acustica
- Kasia "Kashu" Kurdziel  - Organizzazione e management